# Roman Vlad
Pour les articles homonymes, voir Vlad.
Roman Vlad, né le 29 décembre 1919 à Tchernivtsi, alors en Roumanie, et mort le 21 septembre 2013 à Rome, est un pianiste, compositeur de musique de films et musicologue italien d'origine roumaine.

## Biographie
Il a été directeur artistique du festival Settembre Musica à Turin de 1978 à 2006.

## Filmographie
- 1941 : Racconto da un affresco
- 1942 : Destino d'amore
- 1947 : Eugenia Grandet
- 1948 : Romantici a Venezia
- 1948 : La leggenda di Sant'Orsola
- 1948 : Il paradiso perduto
- 1948 : Bianchi pascoli
- 1949 : La colonna Traiana
- 1949 : I fratelli miracolosi
- 1949 : Monastero di Santa Chiara
- 1949 : Au-delà des grilles (Le mura di Malapaga)
- 1949 : La mariée ne peut attendre (La sposa non può attendere)
- 1950 : Dimanche d'août (Domenica d'agosto)
- 1950 : Les Derniers Jours de Pompéi (Gli ultimi giorni di Pompei)
- 1950 : La Beauté du diable
- 1950 : Femmes sans nom (Donne senza nome)
- 1951 : Three Steps North
- 1951 : Le Trésor maudit (Incantesimo tragico) de Mario Sequi
- 1951 : Paris est toujours Paris (Parigi è sempre Parigi), de Luciano Emmer
- 1951 : Pictura
- 1952 : J'ai choisi l'amour (Ho scelto l'amore)
- 1952 : Léonard de Vinci (Leonardo da Vinci)
- 1953 : La cavallina storna
- 1954 : Les Trois Voleurs (I tre ladri)
- 1954 : Camilla
- 1954 : Destinées
- 1954 : Monsieur Ripois (Monsieur Ripois)
- 1954 : Roméo et Juliette (Romeo and Juliet)
- 1954 : Indes fabuleuses (India favolosa)
- 1955 : Il n'y a pas de plus grand amour (Non c'è amore più grande)
- 1955 : Le Patron, c'est moi (Il padrone sono me...)
- 1956 : Lauta mancia
- 1956 : Kean
- 1956 : Una pelliccia di visone de Glauco Pellegrini
- 1956 : Le Muchacho (Mi tío Jacinto)
- 1956 : Nos plus belles années (I giorni più belli)
- 1957 : Les Vampires (I vampiri)
- 1957 : Rien que nous deux (I sogni nel cassetto)
- 1958 : Le Défi (La sfida)
- 1958 : Une vie
- 1959 : Fiesta en Pamplona
- 1959 : La Loi (La legge)
- 1959 : L'Enfer dans la ville (Nella città l'inferno)
- 1959 : Le Fils du corsaire rouge (Il figlio del corsaro rosso)
- 1959 : Caltiki, le monstre immortel (Caltiki - il mostro immortale)
- 1959 : R.P.Z. appelle Berlin (Geheimaktion schwarze Kapelle)
- 1960 : Mobby Jackson
- 1960 : Les Mystères d'Angkor (Die Herrin der Welt, partie 1 et partie 2)
- 1960 : L'Homme de la frontière (La encrucijada)
- 1961 : Un figlio d'oggi
- 1961 : Ursus
- 1961 : La Fille dans la vitrine
- 1962 : L'Effroyable Secret du docteur Hichcock (L'orribile segreto del Dr. Hichcock) de Riccardo Freda
- 1962 : Le Tueur à la rose rouge (Nur tote Zeugen schweigen) d'Eugenio Martín
- 1964 : Contre-sexe (Controsesso)
- 1966 : La sublima fatica
- 1971 : Léonard de Vinci (La Vita di Leonardo Da Vinci) (TV)
- 1988 : Il giovane Toscanini

## Récompenses
- 1942 : Prix Enescu (en) pour Sinfonietta
- 1950 : Ruban d'argent de la meilleure musique de film pour l'ensemble de son œuvre.

## Décorations
- Commandeur de l'ordre des Arts et des Lettres Il est fait commandeur le 19 février 1993[3].
- Médaille du mérite de la culture et de l'art (Italie) le 5 septembre 1995